# Pierre Gaultier
Pierre Gaultier (Gautier), dit Gautier de Marseille, est un compositeur et directeur d'opéra français né à La Ciotat en 1642 et mort au large de Sète en décembre 1696.

## Biographie
Après de premières études musicales, il séjourne à Paris et se perfectionne auprès du claveciniste réputé Jacques Champion de Chambonnières, puis revient à La Ciotat.
C'est lors d'un second séjour qu'au contact de Lully - entre autres créateur de l'opéra français - il s'initie à tous les aspects de cet art nouveau et fastueux.
De retour à Marseille en 1681 comme maître de musique, il crée en 1685 le premier opéra de province dans la capitale phocéenne avec l'autorisation de Lully, et exporte cette forme de spectacle à Aix, Arles, Toulon, Avignon, Montpellier...
Ses deux opéras - Le Jugement du Soleil et le Triomphe de la Paix - sont perdus, mais demeurent ses Symphonies, imprimées chez Ballard en 1707, suite "à la française" en duos et trios, pour les flûtes et les violons.

## Discographie
- Suite en trio en sol mineur / La Simphonie du Marais, Hugo Reyne - Astrée Auvidis 1999
- Symphonie en F ut fa / "Les Maîtres Baroques de Provence" vol. IV par l'Ensemble baroque Les Festes d'Orphée  - 2012 - Parnassie éditions
- Motet Ad te clamo (re-création) et symphonie Les Prisons / "Les Maîtres Baroques de Provence" vol. III par l'Ensemble baroque Les Festes d'Orphée - 2002 - Parnassie éditions